# فلور سیلوستره
فلور سیلوستره (انگلیسی: Flor Silvestre؛ ۱۶ اوت ۱۹۳۰ – ۲۵ نوامبر ۲۰۲۰) خواننده، بازیگر تلویزیون، بازیگر سینما، و بازیگر تئاتر اهل مکزیک بود. از فیلم‌ها یا برنامه‌های تلویزیونی که وی در آن نقش داشته‌است می‌توان به مردگان سخن نمی‌گویند اشاره کرد. وی همچنین برندهٔ جوایزی همچون الهگان سیمین شده‌است. سیلوستره یکی از برجسته‌ترین و موفق‌ترین نوازندگان موسیقی مکزیکی و آمریکای لاتین بود. وی همچنین، برای نزدیک به بیش از ۷۰ سال، ستاره فیلم‌های کلاسیک مکزیکی در دوران طلایی سینمای مکزیک بود که شامل تولیدات صحنه‌ای، برنامه‌های رادیویی، ضبط فیلم، برنامه‌های تلویزیونی، کمیک‌ها و نمایش‌های رودئو بود.